# Copa lineata
Copa lineata är en spindelart som beskrevs av Simon 1903. Copa lineata ingår i släktet Copa och familjen flinkspindlar.
Artens utbredningsområde är Madagaskar. Inga underarter finns listade i Catalogue of Life.